# Droogmansia gossweileri
Droogmansia gossweileri är en ärtväxtart som beskrevs av Antonio Rocha da Torre. Droogmansia gossweileri ingår i släktet Droogmansia och familjen ärtväxter. Inga underarter finns listade i Catalogue of Life.